# Hals (Gebirgspass)
Der Hals ist ein Gebirgspass in den niederösterreichischen Voralpen.
Mit einer Scheitelhöhe von 662 m ü. A. verbindet er das Triestingtal bei Pottenstein mit dem Piestingtal bei Pernitz.
Die Passhöhe selbst trägt den Namen Auf dem Hals.
Vom Hals führt eine Privatstraße zum Waxeneckhaus.
Die Straße über den Hals wurde über besondere Initiative von Johann Baptist Ignaz von Waldstätten (1772–1841), Kreishauptmann des Viertels unter dem Wienerwald, in den Jahren 1826/27 angelegt.

## Bilder

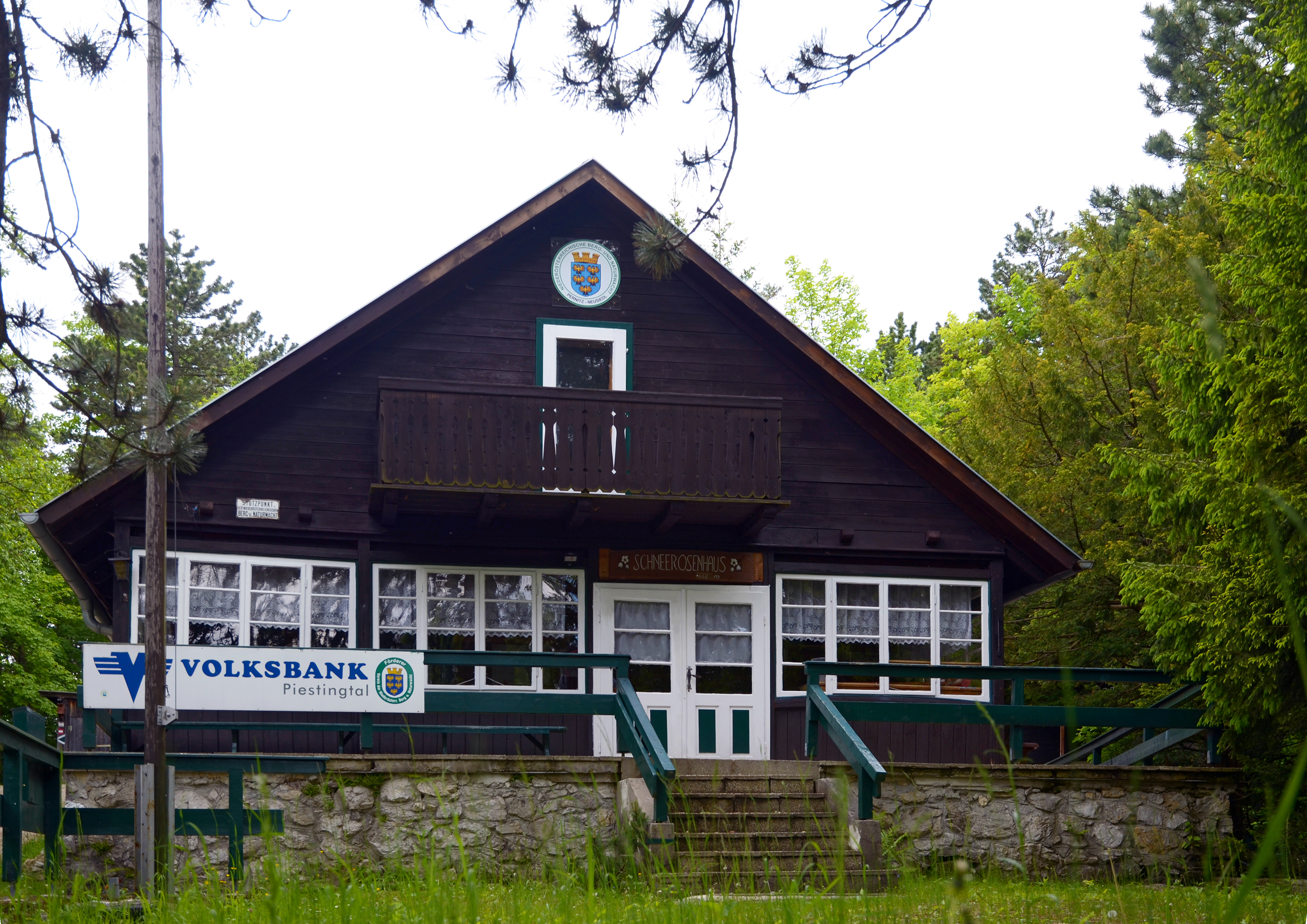
Westlich an der Passhöhe: ehemalige Gastwirtschaft Schneerosenhaus

## Historische Landkarten

Der „Hals“ und seine Umgebung um 1872 (Aufnahmeblätter der Landesaufnahme)
Die Straße über den Hals (links oben) liegt im Norden von Pernitz und dem Tal der Piesting (unzutreffenderweise auch „Kalter Gang“ genannt)
Die Straße führt Richtung Pottenstein durch das Grabendörfel